# Cerro Gato
Cerro Gato (en inglés: Cat Hill) es un asentamiento en la Isla Ascensión, una isla que forma parte de un territorio británico de ultramar en el océano Atlántico Sur. En Cerro Gato se encuentra una base de las Fuerzas Armadas de Estados Unidos. Se ubica al sur de Georgetown y al norte de la Base Aérea de la Isla Ascensión.